# Hinteres Sonnwendjoch
Das Hintere Sonnwendjoch in Tirol ist mit 1986 m ü. A. der höchste Berg des Mangfallgebirges, eines Teilgebirges der Bayerischen Voralpen. Da der südlich gelegene Teil der Brandenberger Alpen  niedriger ist, bietet der Gipfel trotz seiner relativ geringen Höhe hervorragende Ausblicke auf die Zentralalpen. Das Hintere Sonnwendjoch fällt nach Norden steil in den Grund ab, sein Gipfel ist aus Hauptdolomit und an der Südseite aus Plattenkalk aufgebaut.
Eine lange, aber einfache Bergwanderung von Valepp (890 m) in Bayern aus führt über die Bärenbadalm (1590 m) auf den Gipfel. Wesentlich kürzer und ebenfalls leicht ist der Anstieg von der Ackernalm (1383 m) im Süden des Massivs, die über eine Mautstraße von Bayrischzell oder Kufstein aus leicht erreichbar ist.
Am Südhang des Hinteren Sonnwendjochs liegt auf etwa 1400 Meter Höhe die privat betriebene Ackernalm.

## Galerie

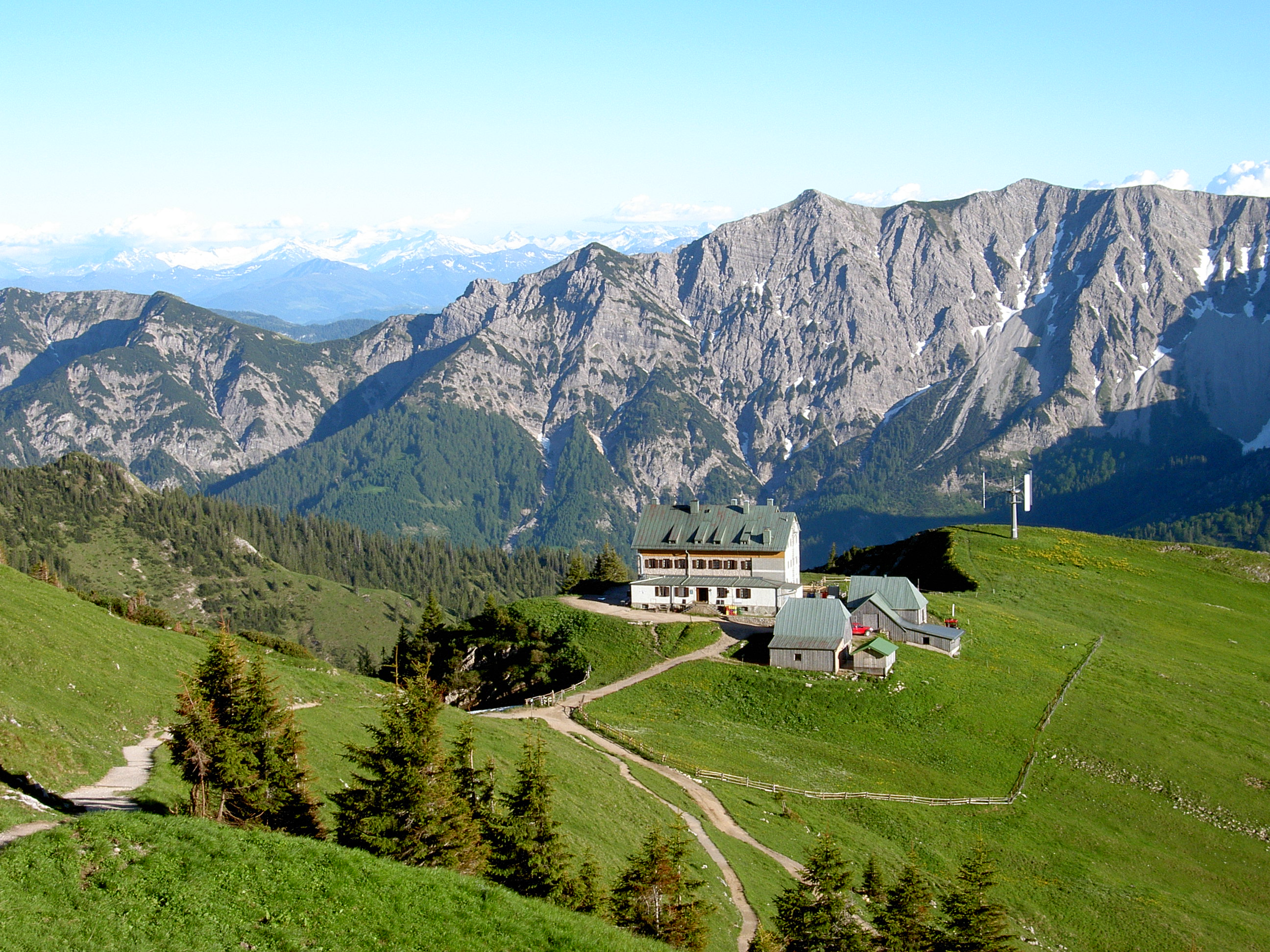
Nordseite des Hinteren Sonnwendjochs mit Rotwandhaus
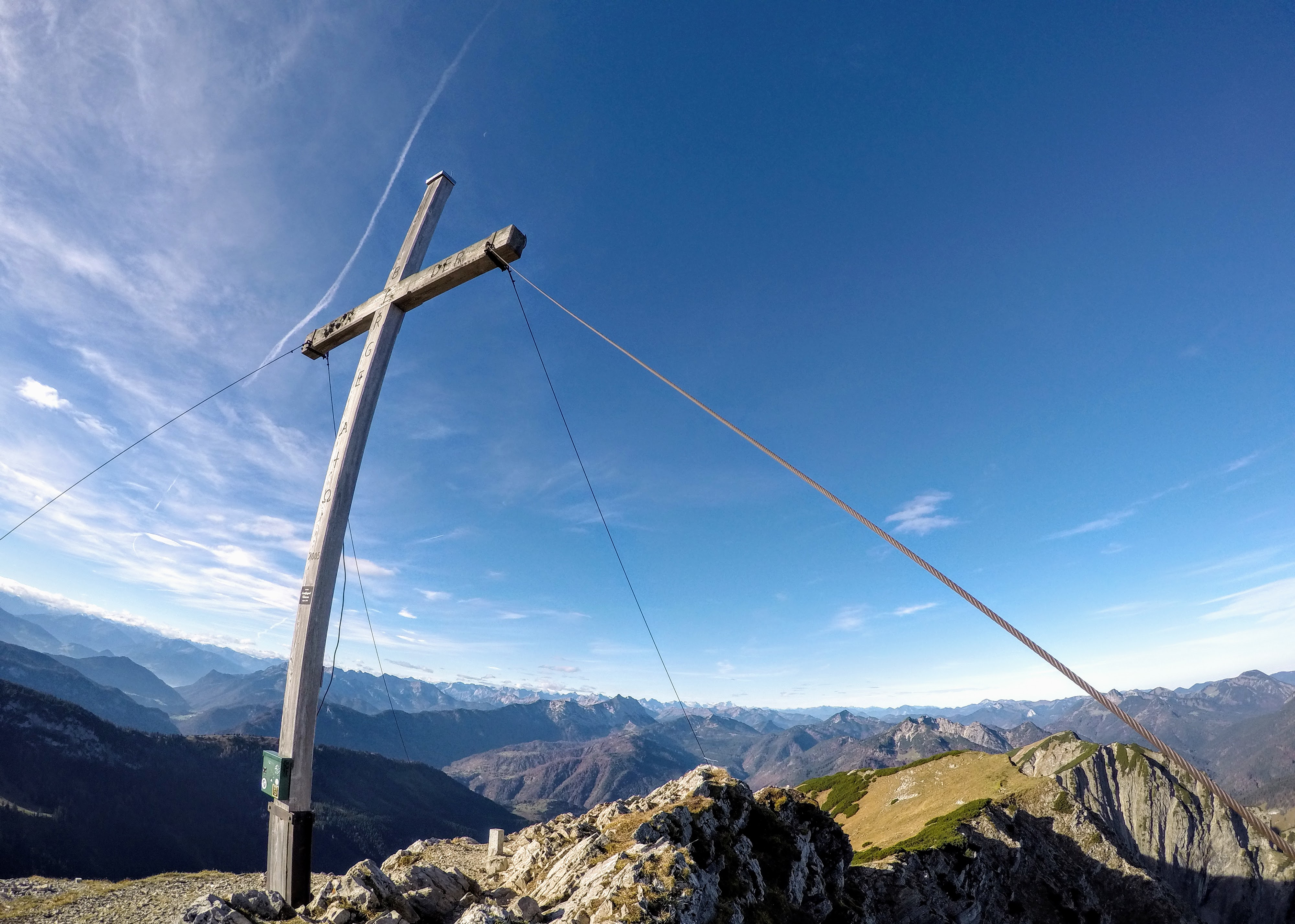
Gipfelkreuz